# Municipio de Tlacotalpan
El municipio de Tlacotalpan es uno de los 212 municipios en que se encuentra dividido el estado mexicano de Veracruz. Su cabecera es la ciudad de Tlacotalpan, cuyo centro histórico fue declarado como Patrimonio Cultural de la Humanidad por la Unesco en 1998.

## Geografía
El municipio se encuentra localizado en la zona centro-sureste del estado de Veracruz, en la región del Papaloapan. Tiene una extensión territorial de 580.385 kilómetros cuadrados que equivalen al 0.81 % de la extensión total del estado. Sus coordenadas geográficas extremas son 18°20′ - 18°43′ de latitud norte y 95°30′ - 95°46′ de longitud oeste, y su altitud va de un mínimo de 5 a un máximo de 100 metros sobre el nivel del mar.
El territorio del municipio de Tlacotalpan tiene límites al noroeste y norte con el municipio de Alvarado, principalmente en las aguas de la laguna de Alvarado; al este limita con el municipio de Lerdo de Tejada, el municipio de Saltabarranca y el municipio de Santiago Tuxtla; al sur con el municipio de Isla y un mismo vértice confina con el municipio de José Azueta; por último, al oeste limita con el municipio de Amatitlán y el municipio de Acula.

## Demografía
De acuerdo a los resultados del Censo de Población y Vivienda de 2020 realizado por el Instituto Nacional de Estadística y Geografía, la población total del municipio de Tlacotalpan asciende a 12 898 personas, de las que 6 675 son mujeres y 6 223 son hombres.
La densidad poblacional es de 22,89 habitantes por kilómetro cuadrado.

### Localidades
El municipio incluye en su territorio un total de 185 localidades. Las principales, considerando su población del censo de 2020, son:
| Localidad                              | Población |
| Total Municipio                        | 12 898    |
| Tlacotalpan                            | 7 287     |
| Boca de San Miguel                     | 450       |
| Pérez y Jiménez                        | 385       |
| San Francisco Los Cocos (La Guadalupe) | 356       |
| Las Amapolas                           | 221       |

## Política

### Representación legislativa
Para la elección de diputados locales al Congreso de Veracruz y de diputados federales a la Cámara de Diputados federal, el municipio de Puente Nacional se encuentra integrado en los siguientes distritos electorales:
Local:
- Distrito electoral local de 24 de Veracruz con cabecera en Santiago Tuxtla.[5]

Federal:
- Distrito electoral federal 19 de Veracruz con cabecera en San Andrés Tuxtla.[6]